# Actif biologique
Un « actif biologique » (« biological asset » pour les anglophones) est un élément vivant du capital naturel ; organisme (animal, plante ou champignon, microorganisme) ou un groupe (cheptel, haies, bois) quand celui-ci n’est pas utilisé dans un contexte agricole.
Ce concept est utilisé dans le cadre de certaines normes internationales d’information financière. Il a été adopté par la Commission européenne en 2003 puis mis à jour par 2 règlements européens).
La possible intégration des « actifs biologiques » dans l’information financière est un principe retenu par l’Union européenne depuis le début des années 2000, qui a évolué dans le cadre de plusieurs règlements (2003, 2004).

## Enjeux
L’enjeu principal est celui d’une meilleure et possible prise en compte de certaines « valeurs économiques » de l’environnement dans la comptabilité des entreprises.

## Cadre et évolutions récentes (2000-2013)
Dans un grand nombre de pays, dont dans toute l’Union européenne (Cf. Règlement (CE) N°1606/2002) prévoit que, « pour chaque exercice commençant le 1er janvier 2005 ou après cette date » toute société faisant appel public à l'épargne et étant régies par le droit national d'un État membre est tenue, dans certaines conditions, de préparer ses comptes consolidés conformément aux normes comptables internationales définies à l'article 2 du règlement
Cette approche est d'une part cadrée par les normes comptables IFRS, internationale, et d'autre part ou en particulier par l'intégration d’une approche écosystémique et de la valeur des services écosystémiques dans l' information financière que les entreprises doivent ou peuvent fournir. 
Un cadre plus général est celui de l'évaluation économique et/ou celui de l’évaluation environnementaleet de certaines normes comptables internationales, dont certaines ont été adoptées par l’Europe .
Il existe en Europe un « groupe d'experts techniques » (TEG) du « groupe consultatif pour l'information financière en Europe » (EFRAG) qui produit des avis sur ces normes. 
La Commission a plusieurs fois modifié le règlement original pour y inclure de nouvelles normes présentées par l'« International Accounting Standards Board » (IASB) dans sa liste des normes internationales d'information financière.

## Limites et difficultés
Quand l’actif biologique est par exemple une vache Highland utilisée pour la gestion d’une réserve naturelle, un chêne situé dans une haie vive, ou un chevreuil susceptible de prendre une certaine valeur commerciale quand il sera chassé, etc.) ce patrimoine peut être évalué « au cours du marché ». En revanche, lorsqu'il s’agit d’une espèce sauvage (« res nullius ») a priori sans « intérêt commercial » et même éventuellement interdite à la vente dans le cas d’espèces protégées, il devient difficile de lui donner une valeur économique, même si elle est néanmoins une espèce clé en termes de services écosystémique (loup, vers de terre, castor, pollinisateurs sauvages, etc.) pouvant à ce titre faire l’objet d’une reconnaissance de haute-valeur unanime de la société ou du monde scientifique.
En 2004, dans un règlement européen corrigeant un règlement antérieur de 2003, la commission européenne avait dans un règlement estimé que l’on pouvait parfois présumer que « la juste valeur d’un actif biologique peut être évaluée de manière fiable », sauf quand « la comptabilisation initiale d’un actif biologique pour lequel les prix ou les valeurs déterminés par le marché ne sont pas disponibles et pour lequel les autres méthodes d’évaluation de la juste valeur sont manifestement reconnues non fiables. Si tel est le cas, cet actif biologique doit être évalué à son coût diminué du cumul des amortissements et du cumul des pertes de valeur. Une fois que la juste valeur d’un tel actif biologique est susceptible d’être évaluée de manière fiable, une entité doit l'évaluer à sa juste valeur diminuée des coûts estimés du point de vente. Une fois qu’un actif biologique non courant satisfait aux critères de classification comme détenu en vue de la vente (ou est inclus dans un groupe destiné à être cédé qui est classé comme détenu en vue de la vente) selon IFRS 5 Actifs non courants détenus en vue de la vente et activités abandonnées, il est présumé que la juste valeur peut être évaluée de façon fiable ».
La valeur environnementale et la valeur économique ne sont pas liées. La règle d'équivalence des capitaux est fausse dans la mesure où il n’est pas possible de vendre ce que l'on veut protéger. La valeur économique est nulle alors que la valeur environnementale est importante. Cette erreur conceptuelle n'avait pas d'importance avant l'ère préindustrielle. La nature compensait les prélèvements au-delà des besoins. Pour éviter cette difficulté, diverses comptabilités sont apparues sur l'idée d'utiliser le mécanisme d'amortissment du maintien du capital naturel dans la comptabilité classique ou sur l'idée de séparer la valeur économique de la valeur non-marchande,  ou même de changer le point de vue en le faisant passer de l'entreprise au réseau . 
La comptabilisation économique de l'environnement se heurte aux limites pratiques de la légalité et de la solvabilité.

## La biodiversité  considérée comme un actif biologique?
Alors que l'idée de capital-nature se diffuse dans le monde, notamment depuis le Sommet de la Terre de Rio en juin 1992, une autre idée émergentes dans le contexte de la promotion d'une économie verte est que la biodiversité pourrait - théoriquement et partiellement - être prise en compte dans les « actifs biologiques » et/ou dans le « goodwill », dans une approche souvent « utilitariste » et capitaliste (la biodiversité étant ici considérée comme l'une des formes d'un capital à exploiter)
Selon la norme IAS les éléments de faune et flore pourraient alors être intégrée dans le compte « Immobilisations corporelles »  sur la base inventaires faune / flore / habitat, et l’analyse de ces données et Valoriser un rendement annuel.
La norme IAS 41 définit les « actifs biologiques » comme des espèces vivantes (animales ou végétales, par exemple sous forme de cheptels, arbres, haies, bois, forêts ou  les plantes…) ; tant que ces espèces ne sont pas directement utilisées pour la production agricole).  
La biodiversité pourrait être un jour intégrée dans ce champ, mais il faudrait pour cela pouvoir lui donner une valeur précise, or les méthodes purement économiques de calcul de l’évaluation et de la valeur de la biodiversité  ne font pas encore consensus.
Les normes et règlements ne précisent pas s'il faut aussi évaluer un Passif biologique (dont la définition dans ce cas resterait à préciser).

## En Europe
Concernant la comptabilisation et l’évaluation et  à partir du 1er janvier 2009 :
- « Si un marché actif existe pour un actif biologique ou une production agricole dans sa situation et son état actuels, le prix coté sur ce marché est la base appropriée pour déterminer la juste valeur de cet actif »[3] ;
- « Si une entité a accès à différents marchés actifs, elle utilise le plus pertinent. Par exemple, si une entité a accès à deux marchés actifs, elle utilise le prix existant sur le marché qu’elle s’attend à utiliser »[3] ;
- Si les prix ou les valeurs déterminés par le marché ne sont pas disponibles pour un actif biologique dans son état actuel, « pour déterminer la juste valeur, une entité utilise la valeur actualisée des flux nets de trésorerie attendus de l’actif, actualisés à un taux dans les conditions actuelles du marché »[3] ;
- « Le but du calcul de la valeur actualisée des flux de trésorerie nets attendus est de déterminer la juste valeur d’un actif biologique dans sa situation et son état actuels. Une entité prend cela en compte pour choisir le taux d’actualisation approprié à utiliser et pour l’évaluation des flux nets de trésorerie attendus. Pour déterminer la valeur actualisée des flux nets de trésorerie attendus, une entité inclut les flux de trésorerie nets que les intervenants du marché se seraient attendus à ce que l’actif génère sur son marché le plus pertinent »[3] ;
- Si l’entreprise a bénéficié de subventions publiques sans conditions à propos d’un actif biologique, alors cette subvention  « évalué à sa juste valeur diminuée des coûts de la vente doit être comptabilisée en résultat lorsque, et seulement lorsque la subvention publique devient une créance »[3] ; 
Si cette  subvention (évalué à sa juste valeur diminuée des coûts de la vente) est  soumise à condition, « y compris lorsque la subvention publique impose à l’entité de ne pas s’engager dans des activités agricoles spécifiées, l’entité doit comptabiliser la subvention publique en résultat, lorsque et uniquement lorsque les conditions liées à la subvention publique sont satisfaites »[3].

### Réglementation
- Règlement (CE) n°1606/2002 du Parlement européen et du Conseil du 19 juillet 2002 sur l'application des normes comptables internationales
- Règlement (CE) n°1126/2008 de la Commission du 3 novembre 2008 portant adoption de certaines normes comptables internationales conformément au règlement (CE) n o 1606/2002 du Parlement européen et du Conseil